# Avenue Bois du Dimanche
L'avenue Bois du Dimanche (en néerlandais : Zondagsboslaan) est une avenue bruxelloise de la commune de Woluwe-Saint-Pierre qui va du chemin de Putdael à l'avenue du Putdael sur une longueur totale de 400 mètres.